# Рагозин, Владимир Семёнович
Владимир Семёнович Рагозин (28 октября 1937 года, Кушва, Свердловская область) — бригадир комплексной бригады машинистов бульдозеров Алданского золотодобывающего горно-обогатительного комбината «Алданзолото» Якутского производственного золотодобывающего объединения (Якутзолото) Министерства цветной металлургии СССР, Якутская АССР. Герой Социалистического Труда (1985).
Родился в 1937 году в городе Кушва Свердловской области. С 1954 года трудился плотником-столяром на Свердловской железной дороге. После срочной службы в Советской Армии в 1959 году переехал в Якутию, где работал плотником в тресте «Якутпромстрой». С 1962 года — машинист бульдозера, бригадир машинистов бульдозеров на Алданском золотодобывающем горно-обогатительном комбинате «Алданзолото» производственного объединения «Якутзолото». В 1971 году за высокие трудовые достижения при выполнении заданий 8 пятилетки был награждён Орденом Трудового Красного Знамени.
В 1976 году обработал 450 тысяч кубометров горной массы. В 1977 году за высокие достижения в трудовой деятельности был награждён Орденом Ленина. За выдающиеся производственные достижения, большие заслуги в развитии золотодобывающей промышленности Якутии и проявленный трудовой героизм удостоен звания Героя Социалистического Труда указом Президиума Верховного Совета СССР от 15 января 1985 года с вручением ордена Ленина и золотой медали «Серп и Молот».
Награды
- Герой Социалистического Труда
- Орден Ленина (12.05.1977)
- Орден Трудового Красного Знамени (30.03.1971)